# ادگار شاین

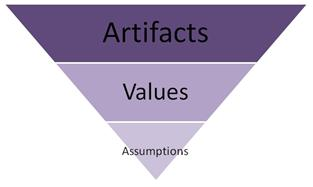
ادگار شاین (انگلیسی: Edgar Schein؛ زادهٔ ۵ مارس ۱۹۲۸) یک دانشمند در زمینه روان‌شناسی اهل ایالات متحده آمریکا است. او استاد سابق مدرسه مدیریت اسلون ام‌آی‌تی بود.

ادگار شاین (انگلیسی: Edgar Schein؛ زادهٔ ۵ مارس ۱۹۲۸ - ۲۶ ژانویه ۲۰۲۳) یک دانشمند در زمینه روان‌شناسی اهل ایالات متحده آمریکا بود. او استاد سابق مدرسه مدیریت اسلون ام‌آی‌تی بود. وی تاثیر قابل‌توجهی در زمینه توسعه سازمانی در بسیاری موضوعات از جمله توسعه شغلی، مشاوره فرایند گروهی و فرهنگ سازمانی داشته‌است.